# Liešťany
Liešťany jsou obec na Slovensku v okrese Prievidza v Trenčínském kraji ležící na řece Nitrica.
První písemná zmínka o obci je z roku 1332. V obci je římskokatolické kaple Sedmibolestné Panny Marie. Žije zde přibližně 1 200 obyvatel.